# Olle Nilsson Sträng
Bernt Olov (Olle) Torsten Nilsson Sträng, född 23 december 1953 i Bollnäs, är en tidigare socialdemokratisk politiker. Nilsson Sträng var 2008–2010 kommunstyrelsens ordförande i Bollnäs kommun.
Sträng väckte stor massmedial uppmärksamhet när han i augusti 2010 tillkännagav att han lämnade Socialdemokraterna för det nybildade Bollnäspartiet. Han avsåg trots sitt avhopp att fortsätta vara kommunstyrelsens ordförande i Bollnäs kommun, tillika kommunalråd, fram till valet i september 2010. Att han valde att fortsätta sina politiska uppdrag utan mandat från Socialdemokraterna väckte starka reaktioner inom partiet. Den 11 augusti ändrade han sig och avgick.